# Klaus Eichner (Soziologe)
Klaus Eichner (* 21. März 1945 in Fürth; † 6. Oktober 2012 in Hamburg) war ein deutscher Soziologe.

## Leben
Er studierte in Erlangen-Nürnberg (1965–1970). Nach dem Abschluss als Dipl.-Sozialwirt lehrte er an der Stiftungsfachhochschule Nürnberg (1970–1972). Nach Promotion zum Dr. rer. pol. (1974) und der Habilitation (1979) war er wissenschaftlicher Assistent (1972–1978), Privatdozent (1979–1983) und von 1983 bis 2010 Professor für Soziologie am Institut für Soziologie mit dem Schwerpunkt „Abweichendes Verhalten und soziale Kontrolle“ an der Universität Hamburg.

## Schriften (Auswahl)
- Logische Grundlagen der Sozialtechnologie. 1974, OCLC 256773891.
- Der RALF-Report. Das Sexualverhalten der Deutschen. Zusammenfassende Darstellung der wichtigsten Ergebnisse aus der ersten Repräsentativen Analyse sexueller Lebensformen (RALF) in Deutschland mit einer Auswahl aus fast 2000 Antworten zur männlichen und weiblichen Sexualität. Hamburg 1978, ISBN 3-455-08901-1.
- Die Entstehung sozialer Normen. Opladen 1981, ISBN 3-531-11563-4.